# Аронов, Александр Михайлович
Александр Михайлович Аронов (род. 10 ноября 1950 года) — российский учёный, специалист в области систем автоматизированного проектирования и управления, профессор кафедры прогнозирования и планирования экономических и социальных систем Санкт-Петербургского государственного экономического университета, доктор экономических наук, кандидат технических наук, генеральный директор АО «ЛОМО».

## Биография и научная карьера
Родился в Смоленске в 1950 году. В 1976 году окончил ЛИТМО по специальности «ЭВМ». По окончании института начал трудиться на «ЛОМО» инженером. Прошёл путь до заместителя генерального директора (1994), а затем и до генерального директора «ЛОМО» (2005).
В 1989 году защитил диссертацию на соискание учёной степени кандидата технических наук, в 2002 году — на соискание учёной степени доктора экономических наук. Имеет звание «почётный машиностроитель».

## Награды
- Бронзовая медаль ВДНХ.
- Медаль ордена «За заслуги перед Отечеством» II степени.
- Медаль «300 лет Российскому флоту».
- Медаль «В память 300-летия Санкт-Петербурга».
- Премия Правительства РФ в области науки и техники за разработку и создание новой техники (Распоряжение Правительства РФ от 10.10.2015 П2023-рс).
- Премия Правительства Санкт-Петербурга за выдающиеся достижения в области высшего образования и среднего профессионального образования в номинации «В области интеграции образования, науки и промышленности» за 2016 год.